# كيث ستوكس
كيث ستوكس (بالإنجليزية: Keith Stokes)‏ هو لاعب كرة قدم أمريكية ولاعب كرة قدم كندية أمريكي، ولد في 10 ديسمبر 1978 في تومز ريفر (نيو جيرسي) ‏ في الولايات المتحدة.